# Molí de la Riba (les Llosses)
Molí de la Riba és un molí del municipi de les Llosses que forma part de l'Inventari del Patrimoni Arquitectònic de Catalunya.

## Descripció
És una casa de petites dimensions, de planta rectangular, un sol pis i golfes. A la construcció originària del molí s'hi va adossar un cos més, amb la qual cosa la planta ha doblat la superfície. Aquest darrer cos afegit correspon a un petit habitatge, i la seva coberta és d'un sol pendent. Afegit a aquest segon cos hi trobem un forn de pa. Malgrat que el seu aspecte exterior és acceptable, al seu interior es troba molt malmès, ja que a finals del segle xx es troba abandonat. La planta baixa és destinada a molí, i en ella s'hi conserva encara la pedra (l'altra pedra es troba a l'entrada), i la part superior, amb un sol de fusta, era destinat a l'habitatge.

## Història
Possiblement la ubicació de l'actual molí es correspongui amb la d'una anterior construcció destinada al mateix ús d'època medieval. L'edifici que es pot veure a finals del segle xx data amb tota probabilitat del segle xviii. Cal relacionar-lo amb el barri de Sant Esteve de la Riba. El progressiu despoblament i les difícils comunicacions de l'indret haurien afavorit el seu abandonament. Actualment es troba en un estat molt deplorable.